# Can Roig (Torrelles de Llobregat)
Can Roig és una masia de Torrelles de Llobregat (Baix Llobregat). Data dels segles xvi i xvii i és una de les masies d'origen més antic del municipi. Està situada just a l'entrada del poble, venint de Sant Vicenç dels Horts, al Raval Roig. Modernament ha sigut restaurada i transformada en restaurant. Masos amb aquest tipus de galeries són típics, en aquesta comarca, dels segles xvi i xvii. És una obra inclosa en l'Inventari del Patrimoni Arquitectònic de Catalunya.

## Descripció
L'edifici, ben restaurat, és de planta rectangular, amb planta i dos pisos, amb coberta a dos vessants amb el carener paral·lel a la façana. El pis superior deuria ser una galeria de solana, oberta amb arquets de mig punt. El pis és amb balcons i té un segon nivell amb golfes modificades. El nivell de la planta baixa es troba elevat respecte al del carrer, és per això que l'entrada s'originen uns quants graons dispersats en semicercle obert. El portal és adovellat, amb pedra rogenca, igual que la llinda i els brancals de la finestra baixa. És curiós el rellotge de sol, que té una inscripció que diu "jo sense sol i tu sense fe, no valem res".

## Galeria d'imatges

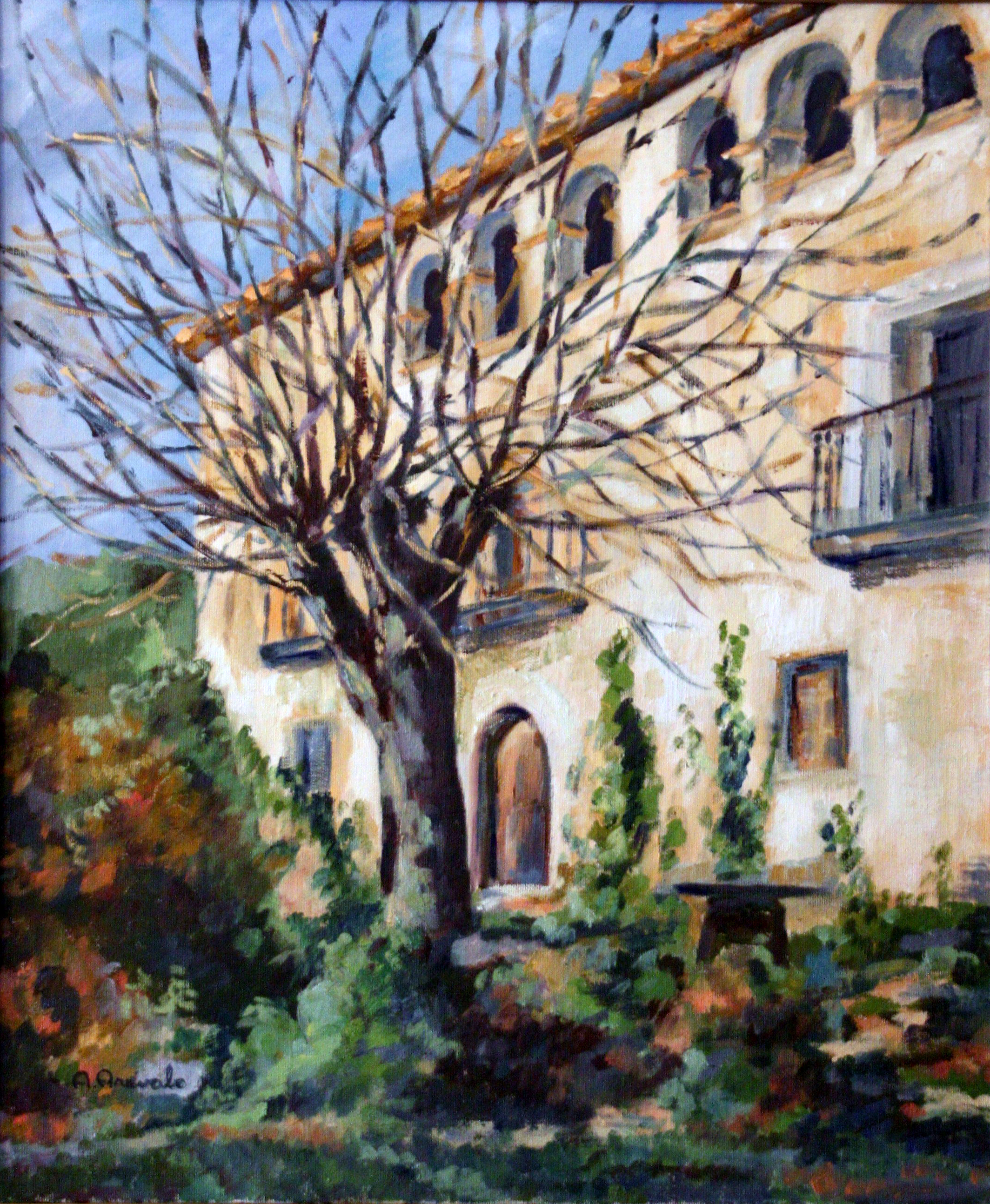
Can Roig, pintat per Àngels Arévalo el 1992
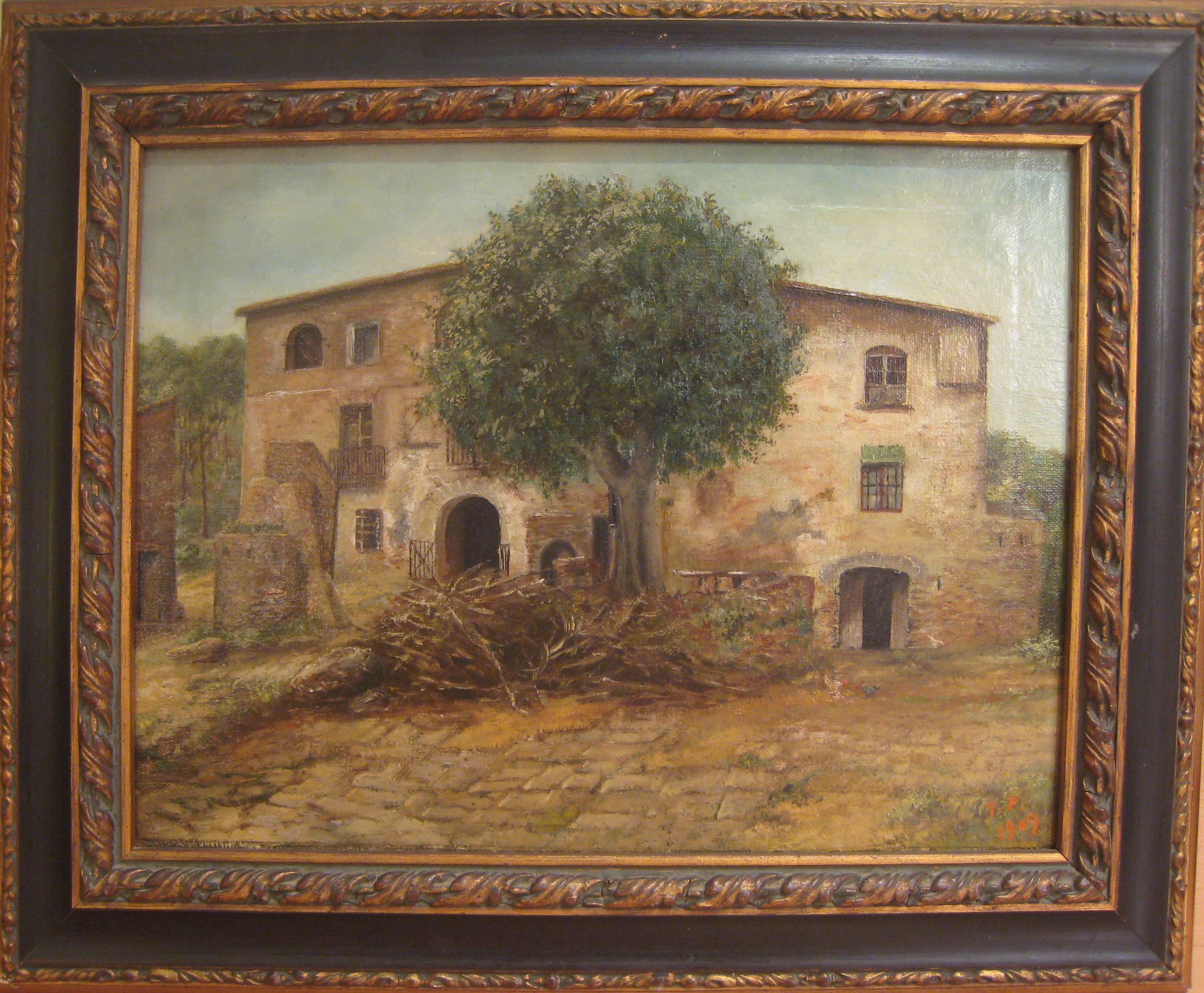
Quadre de Can Roig, pintat per Tomàs Padrosa el 1909